# Колле-Умберто
Колле-Умберто (итал. Colle Umberto) — коммуна в Италии, располагается в провинции Тревизо области Венеция.
Население составляет 4572 человека, плотность населения составляет 352 чел./км². Занимает площадь 13 км². Почтовый индекс — 31014. Телефонный код — 0438.
Покровителем коммуны почитается святой апостол Фома, празднование 3 июля.

## Города-побратимы
- Ла-Бальм-де-Сийенжи, Франция (1984)
- Сан-Лоренц, Мальта (2005)